# Francisco Rodríguez Amador
Francisco Rodríguez Amador (Madrid, 13 de desembre de 1968) és un exfutbolista professional madrileny, que jugava com a porter.
Va destacar a les files del CF Extremadura, sent el porter titular de la temporada 95/96, en la qual l'equip d'Almendralejo va ascendir a primera divisió. En la màxima categoria, la 96/97, Amador va jugar 19 partits, però va perdre la titularitat en benefici de l'argentí Mono Montoya.
De nou a Segona, va recuperar el lloc a l'onze inicial la temporada 97/98, que va culminar en un nou ascens dels extremenys, però una vegada més, va perdre eixa titularitat a primera divisió: la temporada 98/99 tan sols disputa 7 partits.
Després d'un període de suplència a la UD Las Palmas (99/01, inclòs un partit més a primera divisió), per la 01/02 retorna a l'Extremadura, tot i que va ser suplent de Felip i el seu club va baixar de nou, aquesta vegada a la Segona B.